# Jean d'Arbois
Jean d'Arbois est un peintre et enlumineur français du XIVe siècle. Il est actif entre 1365 et 1399. Il est le premier peintre de Philippe II de Bourgogne.

## Biographie
En 1373, Philippe le Hardi envoie son écuyer Jean Blondel, en Lombardie pour embaucher et ramener à Paris Jean d'Arbois, qui travaille à la cour de Galéas II Visconti. Le duc doit avoir connu le peintre, probablement par l'évêque de Tournai, Philippe d'Arbois, qui connaissait sans doute son compatriote. Il est également possible que Philippe ait entendu parler de Jean d'Arbois par Isabelle de Valois, sa sœur cadette, qui était mariée à Jean Galéas Visconti, le fils de Galéas II Visconti, à la cour duquel Jean d'Arbois était descendu.
Pasquino Capelli, secrétaire et chancelier de Galéas, était en 1368 en mission diplomatique à Paris, mais avait aussi la tâche d'acquérir des manuscrits pour la bibliothèque que Galéas voulait créer à Pavie pour sa femme Blanche de Savoie et sa belle-fille Isabelle de France, fille de Jean II de France. Il a probablement présenté Jean d'Arbois à la cour de Galéas. Isabelle meurt en donnant naissance à son quatrième enfant le 3 septembre 1372 et c'est peut-être la raison pour laquelle Philippe fait revenir en France Jean d'Arbois. Celui-ci aurait commencé en 1372 un livre d'heures qui, plus tard, sera complété par Giovanni di Benedetto da Como, et qui, aujourd'hui, est conservé à la Bibliothèque d'État de Bavière de Munich sous la côte 23215.
On peut suivre Jean d'Arbois par les comptes du duc, : Jean reçoit différents paiements le 10 mai 1373 et dans une lettre du duc du 21 juin de cette année-là, il lui est demandé de rester à Paris. Il séjourne à Paris entre juin 1373 et mars 1375, puis il suit Philippe lors d'un voyage en Flandre. Dans les comptes d'une épicerie brugeoise, on trouve que le duc achète, le 24 juillet 1375, des couleurs pour Jehan d'Arbois. Après le 19 octobre 1375, il disparaît des comptes du duc et, en juin 1376, son successeur, Jean de Beaumetz est nommé.
Après 1375, Jean d'Arbois retourne à la cour de Jean Galéas Visconti à Pavie en Lombardie, où il participe à la décoration du château. En 1375, son fils, que l'on connaît sous le nom de Stefano da Verona naît. Il aurait aussi joué un rôle actif à la basilique San Pietro in Ciel d'Oro à Pavie. Il meurt à Pavie en 1399.
On ne peut lui attribuer d'œuvres avec certitude. Aucune confirmation ne peut être trouvée pour les œuvres qui lui sont attribuées par Tolfo.